# 福島市飯野学習センター
福島市飯野学習センター（ふくしまし いいのがくしゅうセンター）は、福島県福島市にある生涯学習施設である。

## 概要
福島市学習センター条例に基づき設置された学習センターの一つであり、福島市飯野地域内の中心市街地に位置する。現在の建物はもともとは市町村合併前に飯野町福祉センター、飯野町公民館として用いられていた。飯野町明治、飯野町大久保、飯野町青木にそれぞれ明治分館、大久保分館、青木分館が設置されている。

## 施設
1階
- 図書室（福島市立図書館分館）
- 和室
- 研修室1

2階
- ホール
- 研修室2
- 講義室

青木分館
福島市飯野町青木字向広表50番地　木造平屋建　延床面積283.5平方メートル
市町村合併以前は青木コミュニティセンターと併設の公民館青木分館だった。
- 図書室（福島市立図書館分館）
- 和室1～3
- 研修室1～2

大久保分館
福島市飯野町大久保字岩見内17番地　鉄骨造平屋建　延床面積293.45平方メートル
市町村合併以前は飯野町生涯学習センターと併設の公民館大久保分館だった。
- 和室1～2
- 研修室1～2

明治分館
福島市飯野町明治字北小戸明利30番地　木造モルタル造2階建　延床面積190.9平方メートル
市町村合併以前は明治集会所として用いられていた。
- 研修室1
- 和室1
- 和室2（2階）

## 沿革
- 2008年7月 - 伊達郡飯野町が福島市に編入されたことで、飯野町公民館から福島市飯野学習センターに改称され設置される。同時に青木、大久保、明治の各分館が設置される。

## 開館
- 開館時間 - 午前9時～午後9時（未登録団体の専用使用は午後5時45分まで）
- 休館日 - 毎週火曜日、国民の祝日、12月29日から翌年1月3日まで

## アクセス
- 福島交通バス医大・立子山経由飯野線 飯野町停留所より徒歩1分。

## 周辺
本館
- 福島市役所飯野支所
- 飯野町商工会館
- 福島市UFOの里いいの交流館
- 女神川
- 福島県道39号川俣安達線

青木分館
- 福島県道51号霊山松川線

大久保分館
- 福島市立大久保小学校
- 福島県道39号川俣安達線
- 女神川

明治分館
- 福島市飯野民俗資料室
- 旧福島市立明治小学校